# Видимий всесвіт

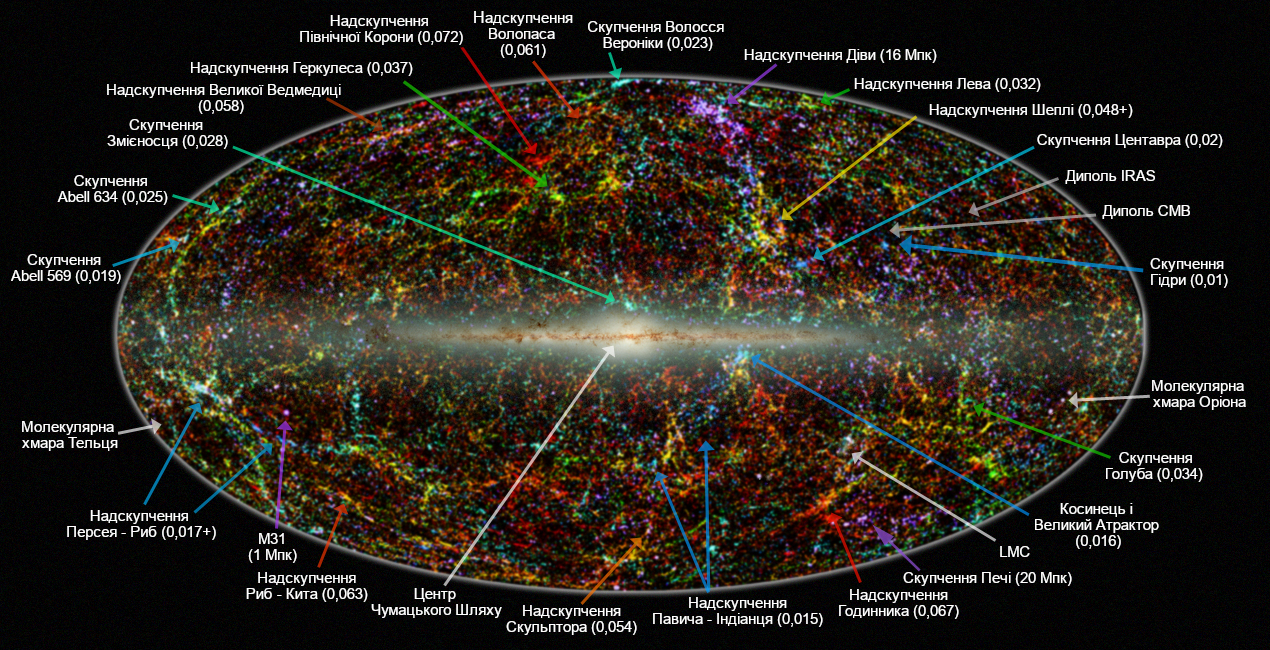
Структура відомого нині космосу

Видимий Всесвіт, Метагалактика (від грец. μετά — над, після та грец. Γαλαξίας — Молочний [шлях]) ― частина Всесвіту, досяжна для астрономічних досліджень . Метагалактика містить декілька мільярдів галактик.
Наша Галактика — Чумацький Шлях — одна з галактик, що входять до складу Метагалактики.
Видимий Всесвіт обмежується сферою з центром у спостерігачеві, радіус якої визначається часом, за який світло могло дійти до спостерігача від початку Великого Вибуху. Кожне місце у Всесвіті має свій видимий космос, досяжний для спостереження, який може перекриватися (або не перекриватися) з видимим Всесвітом нашої планети.

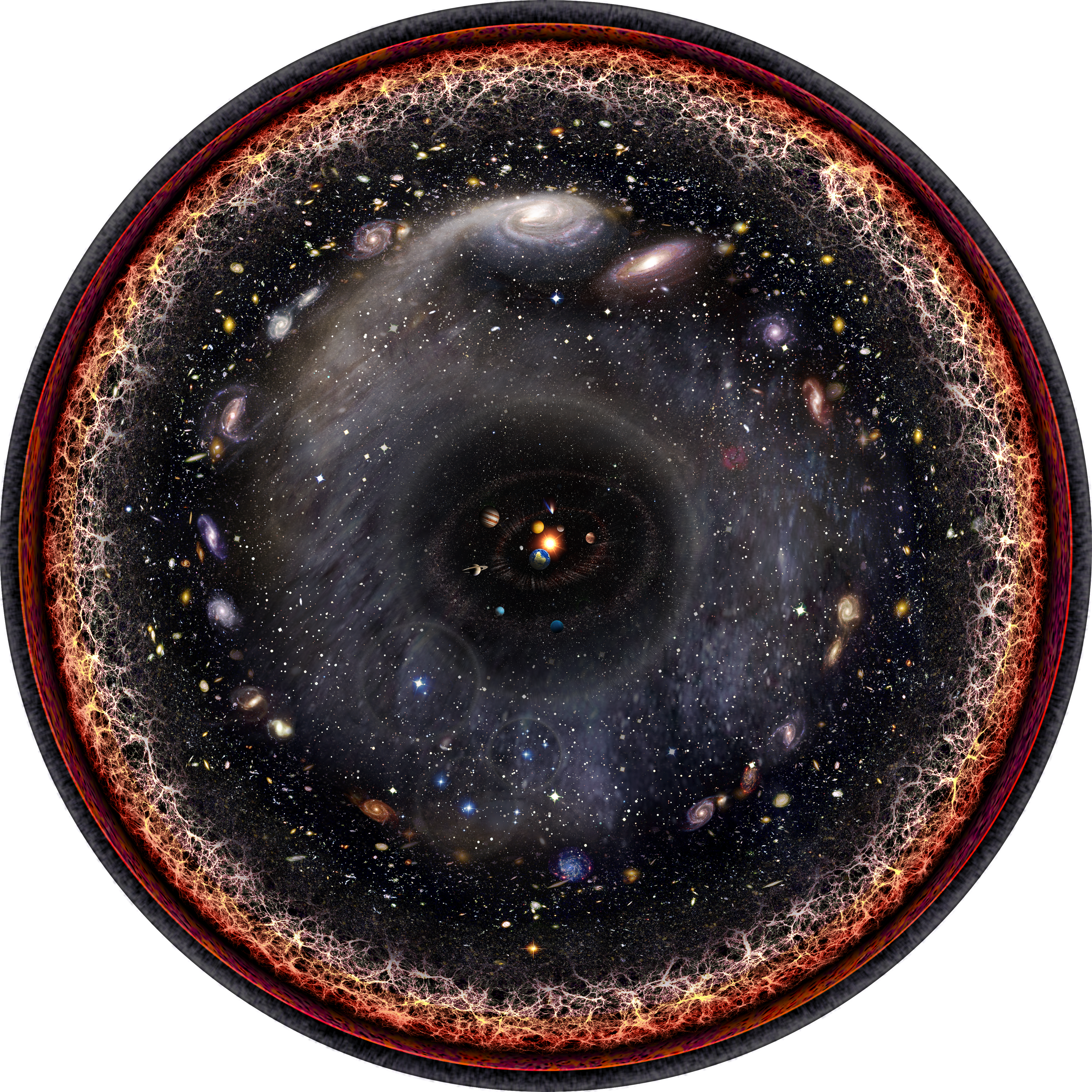

## Розмір
Дійсна відстань від Землі до краю видимого Всесвіту (космічного світлового горизонту) могла б становити близько 13,5 млрд. світлових років, адже саме стільки часу мали фотони щоби долетіти до Землі, та оскільки за час проведений фотоном в польоті Всесвіт продовжував розширюватися, то об'єкт, про який фотон несе інформацію, зараз перебуває на більшій відстані. Вважається, що вона становить близько 46-47 мільярдів св. р. Отже, видимий Всесвіт простягається на таку відстань у всіх напрямках. Відповідно діаметр Метагалактики становить дві відстані від Землі до космічного світлового горизонту, тобто 92–94 мільярди світлових років. Оскільки Всесвіт є приблизно плоским, то вищевказані параметри відповідають приблизному об'єму:
{\displaystyle {\frac {4}{3}}\times \pi \times \mathrm {R} ^{3}=4.20\times 10^{32}} св.р.3
тобто 3,56× 1080 м³.

## Історія досліджень
Можливості вивчення Метагалактики відкрилися у ХХ ст. після того, як було доведено, що багато туманностей є по суті велетенськими зоряними системами  — галактиками.
Детальні дослідження позагалактичних об'єктів привели до відкриття галактик різних типів, зокрема радіогалактик, квазарів та ін. У просторі між галактиками існують міжгалактичний газ, космічні промені, елетромагнітне випромінювання; космічний пил.

## Структура метагалактики
Середня густина речовини у Метагалактиці оцінюється різними авторами від 10−31 до 10−30 г/см³[джерело?]. Спостерігаються місцеві неоднорідності, які зумовлені великими утвореннями. Є подвійні галактики й складніші поєднання галактик: групи чи скупчення галактик, які містять десятки або сотні галактик; надскупчення галактик містять десятки тисяч і більше галактик. Найбільшими відомими структурами є комплекси надскупчень відомі також як галактичні нитки або мури. Вони розділені великими ділянками простору, що не містять ніяких спостережуваних об'єктів і називаються войдами («порожнечами»).
Так, наша Галактика і декілька десятків найближчих галактик входять до складу так званої місцевої групи галактик. Це скупчення, вочевидь, входить до складу надскупчення Діви, у центрі якого перебуває інше велике скупчення, що складається з декількох тисяч галактик і спостерігається у сузір'ях Діви і Волосся Вероніки на відстані 12—14 млн. пс (близько 40 млн. світлових років) від нас.